# Открытый чемпионат Австралии по теннису 2021
О турнирах в одиночных разрядах см.: мужчины, женщины
Открытый чемпионат Австралии 2021 (англ. 2021 Australian Open) — 109-й розыгрыш ежегодного профессионального теннисного турнира серии Большого шлема, проводящегося в австралийском городе Мельбурн на кортах спортивного комплекса «Мельбурн-Парк». Традиционно были выявлены победители соревнований в пяти разрядах у взрослых: в двух одиночных и трёх парных.
Матчи квалификации из-за пандемии коронавируса впервые в истории прошли в январе в Дохе (Катар) и Дубае (ОАЭ). Матчи основных сеток Открытого чемпионата Австралии 2021 проходили с 8 по 21 февраля. Изначально турнир был запланирован на 18—31 января 2021 года, но из-за пандемии COVID-19 был перенесён на три недели. Соревнование традиционно открывает сезон турниров серии Большого шлема в рамках календарного года. Как и в предыдущие годы, главным спонсором турнира является Kia.

## Общая информация

### Рейтинговые очки

#### Взрослые
Ниже представлено распределение рейтинговых очков теннисистов на серии турниров Большого шлема.
| Разряд / стадия   | Титул | Финал | 1/2 финала | 1/4 финала | 1/8 финала | 1/16 финала | 1/32 финала | 1/64 финала | Победа в квалификации | Финал квалификации | Второй круг квалификации | Первый круг квалификации |
| Мужской одиночный | 2000  | 1200  | 720        | 360        | 180        | 90          | 45          | 10          | 25                    | 16                 | 8                        | 0                        |
| Мужской парный    | 2000  | 1200  | 720        | 360        | 180        | 90          | 0           | н/д         | н/д                   | н/д                | н/д                      | н/д                      |
| Женский одиночный | 2000  | 1300  | 780        | 430        | 240        | 130         | 70          | 10          | 40                    | 30                 | 20                       | 2                        |
| Женский парный    | 2000  | 1300  | 780        | 430        | 240        | 130         | 10          | н/д         | н/д                   | н/д                | н/д                      | н/д                      |

### Призовые деньги
| Разряд             | Титул       | Финал       | 1/2 финала | 1/4 финала | 1/8 финала | 1/16 финала | 1/32 финала | 1/64 финала | Финал квалификации | Второй круг квалификации | Первый круг квалификации |
| Одиночный          | A$2 750 000 | A$1 500 000 | A$850 000  | A$525 000  | A$320 000  | A$215 000   | A$150 000   | A$100 000   | A$52 500           | A$35 000                 | A$25 000                 |
| Парный *           | A$600 000   | A$340 000   | A$200 000  | A$110 000  | A$65 000   | A$45 000    | A$30 000    | н/д         | н/д                | н/д                      | н/д                      |
| Смешанный парный * | A$150 000   | A$85 000    | A$45 000   | A$24 000   | A$12 000   | A$6 250     | н/д         | н/д         | н/д                | н/д                      | н/д                      |

* на двоих игроков

## Сеянные игроки
Ниже представлен список сеянных игроков согласно рейтингам ATP и WTA на 1 февраля 2021 года. Рейтинговые очки по окончании турнира указаны в таблице напротив фамилии и имени игрока.

### Мужской одиночный разряд
| Посев | Место в рейтинге | Игрок                 | Очки до турнира | Защищаемые очки | Выигранные очки | Очки после турнира | Статус                                                           |
| ----- | ---------------- | --------------------- | --------------- | --------------- | --------------- | ------------------ | ---------------------------------------------------------------- |
| 1     | 1                | Новак Джокович        | 12 030          | 2000            | 2000            | 12 030             | Титул, обыграл Даниила Медведева [4]                             |
| 2     | 2                | Рафаэль Надаль        | 9850            | 360             | 360             | 9850               | Четвертьфинал, проиграл Стефаносу Циципасу [5]                   |
| 3     | 3                | Доминик Тим           | 9125            | 1200            | 180             | 9125               | Четвёртый круг, проиграл Григору Димитрову [18]                  |
| 4     | 4                | Даниил Медведев       | 8715            | 180             | 1200            | 9735               | Финал, проиграл Новаку Джоковичу [1]                             |
| 5     | 6                | Стефанос Циципас      | 5965            | 90              | 720             | 6595               | Полуфинал, проиграл Даниилу Медведеву [4]                        |
| 6     | 7                | Александр Зверев      | 5615            | 720             | 360             | 5615               | Четвертьфинал, проиграл Новаку Джоковичу [1]                     |
| 7     | 8                | Андрей Рублёв         | 4429            | 180             | 360             | 4609               | Четвертьфинал, проиграл Даниилу Медведеву [4]                    |
| 8     | 9                | Диего Шварцман        | 3480            | 180             | 90              | 3480               | Третий круг, проиграл Аслану Карацеву [Q]                        |
| 9     | 10               | Маттео Берреттини     | 3345            | 45              | 180             | 3480               | Четвёртый круг, проиграл Стефаносу Циципасу [5]; отказ           |
| 10    | 11               | Гаэль Монфис          | 2860            | 180             | 10              | 2860               | Первый круг, проиграл Эмилю Руусувуори                           |
| 11    | 12               | Денис Шаповалов       | 2830            | 10              | 90              | 2910               | Третий круг, проиграл Феликсу Оже-Альяссиму [20]                 |
| 12    | 13               | Роберто Баутиста Агут | 2710            | 90              | 10              | 2710               | Первый круг, проиграл Раду Алботу                                |
| 13    | 15               | Давид Гоффен          | 2600            | 90              | 10              | 2600               | Первый круг, проиграл Алексею Попырину [WC]                      |
| 14    | 14               | Милош Раонич          | 2630            | 360             | 180             | 2630               | Четвёртый круг, проиграл Новаку Джоковичу [1]                    |
| 15    | 16               | Пабло Карреньо Буста  | 2585            | 90              | 90              | 2585               | Третий круг, проиграл Григору Димитрову [18]; отказ из-за травмы |
| 16    | 17               | Фабио Фоньини         | 2535            | 180             | 180             | 2535               | Четвёртый круг, проиграл Рафаэлю Надалю [2]                      |
| 17    | 18               | Стэн Вавринка         | 2365            | 360             | 45              | 2365               | Второй круг, проиграл Мартону Фучовичу                           |
| 18    | 21               | Григор Димитров       | 2260            | 45              | 360             | 2575               | Четвертьфинал, проиграл Аслану Карацеву [Q]                      |
| 19    | 20               | Карен Хачанов         | 2290            | 90              | 90              | 2290               | Третий круг, проиграл Маттео Берреттини [9]                      |
| 20    | 19               | Феликс Оже-Альяссим   | 2346            | 10              | 180             | 2516               | Четвёртый круг, проиграл Аслану Карацеву [Q]                     |
| 21    | 23               | Алекс де Минор        | 2065            | 0               | 90              | 2155               | Третий круг, проиграл Фабио Фоньини [16]                         |
| 22    | 25               | Борна Чорич           | 1855            | 10              | 45              | 1890               | Второй круг, проиграл Маккензи Макдональду [PR]                  |
| 23    | 27               | Душан Лайович         | 1785            | 90              | 180             | 1875               | Четвёртый круг, проиграл Александру Звереву [6]                  |
| 24    | 28               | Каспер Рууд           | 1739            | 10              | 180             | 1909               | Четвёртый круг, проиграл Андрею Рублёву [7]; отказ из-за травмы  |
| 25    | 29               | Бенуа Пер             | 1738            | 45              | 10              | 1738               | Первый круг, проиграл Егору Герасимову                           |
| 26    | 30               | Хуберт Хуркач         | 1735            | 45              | 10              | 1735               | Первый круг, проиграл Микаэлю Имеру                              |
| 27    | 31               | Тейлор Фриц           | 1695            | 90              | 90              | 1695               | Третий круг, проиграл Новаку Джоковичу [1]                       |
| 28    | 33               | Филип Краинович       | 1673            | 45              | 90              | 1718               | Третий круг, проиграл Даниилу Медведеву [4]                      |
| 29    | 34               | Уго Эмбер             | 1671            | 10              | 45              | 1706               | Второй круг, проиграл Нику Кирьосу                               |
| 30    | 26               | Дэниел Эванс          | 1794            | 45              | 10              | 1794               | Первый круг, проиграл Кэмерону Норри                             |
| 31    | 35               | Лоренцо Сонего        | 1588            | 10              | 45              | 1623               | Второй круг, проиграл Фелисиано Лопесу                           |
| 32    | 36               | Адриан Маннарино      | 1561            | 10              | 90              | 1641               | Третий круг, проиграл Александру Звереву [6]                     |

### Женский одиночный разряд
| Посев | Место в рейтинге | Игрок                  | Очки до турнира | Защищаемые очки | Выигранные очки | Очки после турнира | Статус                                                   |
| ----- | ---------------- | ---------------------- | --------------- | --------------- | --------------- | ------------------ | -------------------------------------------------------- |
| 1     | 1                | Эшли Барти             | 9 186           | 780             | 430             | 9 186              | Четвертьфинал, проиграла Каролине Муховой [25]           |
| 2     | 2                | Симона Халеп           | 7 255           | 780             | 430             | 7 255              | Четвертьфинал, проиграла Серене Уильямс [10]             |
| 3     | 3                | Наоми Осака            | 5 965           | 130             | 2 000           | 7 835              | Титул, обыграла Дженнифер Брэди [22]                     |
| 4     | 4                | София Кенин            | 5 760           | 2 000           | 130             | 5 760              | Второй круг, проиграла Кайе Канепи                       |
| 5     | 5                | Элина Свитолина        | 5 260           | 130             | 240             | 5 370              | Четвёртый круг, проиграла Джессике Пегуле                |
| 6     | 6                | Каролина Плишкова      | 5 205           | 130             | 130             | 5 205              | Третий круг, проиграла Каролине Муховой [25]             |
| 7     | 7                | Арина Соболенко        | 4 580           | 10              | 240             | 4 810              | Четвёртый круг, проиграла Серене Уильямс [10]            |
| 8     | 9                | Бьянка Андрееску       | 4 555           | 0               | 70+1            | 4 626              | Второй круг, проиграла Се Шувэй                          |
| 9     | 8                | Петра Квитова          | 4 571           | 430             | 70              | 4 571              | Второй круг, проиграла Соране Кырсте                     |
| 10    | 11               | Серена Уильямс         | 4 265           | 130             | 780             | 4 915              | Полуфинал, проиграла Наоми Осаке [3]                     |
| 11    | 12               | Белинда Бенчич         | 4 010           | 130             | 130             | 4 010              | Третий круг, проиграла Элизе Мертенс [18]                |
| 12    | 13               | Виктория Азаренко      | 3 525           | 0               | 10              | 3 535              | Первый круг, проиграла Джессике Пегуле                   |
| 13    | 15               | Йоханна Конта          | 3 206           | 10              | 10              | 3 206              | Первый круг, проиграла Кайе Юван [Q]; отказ из-за травмы |
| 14    | 14               | Гарбинье Мугуруса      | 3 320           | 1 300           | 240             | 3 320              | Четвёртый круг, проиграла Наоми Осаке [3]                |
| 15    | 17               | Ига Свёнтек            | 3 014           | 240             | 240             | 3 014              | Четвёртый круг, проиграла Симоне Халеп [2]               |
| 16    | 19               | Петра Мартич           | 2 850           | 70              | 10              | 2 850              | Первый круг, проиграла Ольге Данилович [Q]               |
| 17    | 21               | Елена Рыбакина         | 2 718           | 130             | 70              | 2 718              | Второй круг, проиграла Фионе Ферро                       |
| 18    | 16               | Элизе Мертенс          | 3 060           | 240             | 240             | 3 060              | Четвёртый круг, проиграла Каролине Муховой [25]          |
| 19    | 20               | Маркета Вондроушова    | 2 722           | 10              | 240             | 2 952              | Четвёртый круг, проиграла Се Шувэй                       |
| 20    | 23               | Мария Саккари          | 2 570           | 240             | 10              | 2 570              | Первый круг, проиграла Кристине Младенович               |
| 21    | 22               | Анетт Контавейт        | 2 575           | 430             | 130             | 2 575              | Третий круг, проиграла Шелби Роджерс                     |
| 22    | 24               | Дженнифер Брэди        | 2 475           | 10              | 1 300           | 3 765              | Финал, проиграла Наоми Осаке [3]                         |
| 23    | 25               | Анжелика Кербер        | 2 370           | 240             | 10              | 2 370              | Первый круг, проиграла Бернарде Пере                     |
| 24    | 26               | Алисон Риск            | 2 256           | 240             | 10              | 2 256              | Первый круг, проиграла Анастасии Потаповой               |
| 25    | 27               | Каролина Мухова        | 2 135           | 70              | 780             | 2 845              | Полуфинал, проиграла Дженнифер Брэди [22]                |
| 26    | 28               | Юлия Путинцева         | 2 015           | 130             | 130             | 2 015              | Третий круг, проиграла Элине Свитолиной [5]              |
| 27    | 30               | Унс Джабир             | 1 915           | 430             | 130             | 1 915              | Третий круг, проиграла Наоми Осаке [3]                   |
| 28    | 33               | Донна Векич            | 1 880           | 130             | 240             | 1 990              | Четвёртый круг, проиграла Дженнифер Брэди [22]           |
| 29    | 32               | Екатерина Александрова | 1 900           | 130             | 130             | 1 900              | Третий круг, проиграла Эшли Барти [1]                    |
| 30    | 34               | Ван Цян                | 1 735           | 180             | 10              | 1 735              | Первый круг, проиграла Саре Эррани [Q]                   |
| 31    | 35               | Чжан Шуай              | 1 693           | 130             | 10              | 1 693              | Первый круг, проиграла Энн Ли                            |
| 32    | 36               | Вероника Кудерметова   | 1 680           | 10              | 130             | 1 800              | Третий круг, проиграла Симоне Халеп [2]                  |

## Победители

### Взрослые

#### Мужчины. Одиночный разряд
Новак Джокович —  Даниил Медведев — 7-5, 6-2, 6-2.
- Джокович выиграл Открытый чемпионат Австралии в девятый раз, не проиграв ни одного финала на турнире в Мельбурне и дважды подряд защитив звание чемпиона соревнований.
- Сербский теннисист стал 18-кратным чемпионом турниров серии Большого шлема и приблизился к рекорду, котором владеют Роджер Федерер и Рафаэль Надаль (20 побед).
- Для Джоковича этот титул стал 82-м на уровне ATP Тура.
- Медведев вышел во второй финал турнира серии Большого шлема. 25-летний россиянин вновь потерпел поражение в титульном поединке (на Открытом чемпионате США Даниил уступил Рафаэлю Надалю в пяти партиях).
- Даниил Медведев стал первым за 16 лет российским финалистом Открытого чемпионата Австралии в мужском одиночном разряде. Последним российским участником решающего матча на соревнованиях в Мельбурне был Марат Сафин, одержавший победу на турнире.
- Медведев по итогам турнира поднимется на третье место в рейтинге ATP и обновит личный рекорд (четвёртое место).

#### Женщины. Одиночный разряд
Наоми Осака —  Дженнифер Брэди — 6-4, 6-3.
- Осака одержала четвёртую победу на турнирах серии Большого шлема, не проиграв при этом ни одной титульной встречи.
- Японская теннисистка во второй раз в карьере победила на Открытом чемпионате Австралии. Первый титул Осака выиграла в 2019 году, обыграв в финале Петру Квитову.
- Осака четвёртый год подряд становится чемпионкой «мэйджора».
- Для японки этот титул стал седьмым в профессиональной карьере.
- В матче четвёртого круга против Гарбинье Мугурусы Осака отыграла два матчбола. На пути к титулу японка уступила лишь одну партию.
- Брэди впервые вышла в финал турнира серии Большого шлема. До Открытого чемпионата Австралии американка лишь раз играла в решающих матчах на уровне WTA Тура.

#### Мужчины. Парный разряд
Иван Додиг /  Филип Полашек —  Раджив Рам /  Джо Солсбери — 6-3, 6-4.
- Додиг выиграл второй титул на турнирах серии Большого шлема в мужском парном разряде (пятый в сумме), Полашек впервые победил на «мэйджоре».
- Для хорватского теннисиста этот трофей — 16-я победа на уровне ATP тура; словак выиграл 15-й титул в профессиональной карьере.
- Филип Полашек стал вторым победителем турнира серии Большого шлема из Словакии. Ранее успех на «мэйджорах» покорялся лишь Даниэле Гантуховой, которая является обладательницей карьерного Большого шлема в смешанном парном разряде.
- Прошлогодние чемпионы Рам и Солсбери не смогли защитить звание чемпионов Открытого чемпионата Австралии и потерпели первое поражение в финалах на турнирах серии Большого шлема.

#### Женщины. Парный разряд
Элизе Мертенс /  Арина Соболенко —  Барбора Крейчикова /  Катерина Синякова — 6-2, 6-3.
- Мертенс и Соболенко стали двукратными чемпионками турниров Большого шлема. Первую победу бельгийско-белорусский дуэт одержал на Открытом чемпионате США.
- Бельгийская и белорусская теннисистки выиграли свой пятый совместный титул на уровне WTA. Для Мертенс этот трофей стал 11-м в парном разряде, а для Соболенко — 5-м.
- Мертенс — первая теннисистка из Бельгии, победившая на Открытом чемпионате Австралии в женском парном разряде.
- Соболенко — первая за 24 года чемпионка Australian Open в женском парном разряде из Беларуси. В 1997 году свою третью победу на турнире в Мельбурне одержала обладательница Большого шлема Наталья Зверева.
- По итогам Открытого чемпионата Австралии Мертенс и Соболенко возглавят рейтинг WTA в парном разряде.
- Пара Крейчикова—Синякова потерпела первое поражение в финалах «мэйджоров». Два предыдущих решающих матча чешские теннисистки завершали в свою пользу.

#### Смешанный парный разряд
Барбора Крейчикова /  Раджив Рам —  Саманта Стосур /  Мэттью Эбден — 6-1, 6-4.
- Крейчикова выиграла третий титул на турнирах Большого шлема в миксте (пятый в карьере), Рам — второй в смешанном парном разряде (третий в сумме). Чешско-американская пара побеждала на соревнованиях в Мельбурне два года назад.
- Крейчикова победила на Открытом чемпионате Австралии в миксте третий раз кряду. Чешка стала первой теннисисткой в Открытой эре, защитившей звание чемпионки турнира в Мельбурне два года подряд. Подобное достижение покорялось лишь трём австралийским спортсменкам, выступавшим в период любителей: Маргарет Корт (1963—1965), Нэнси Уинн-Болтон (1946—1948) и Марджори Кокс-Кроуфорд (1931—1933).
- Стосур и Эбден впервые потерпели поражения в финале «мэйджора» в смешанном парном разряде. Ранее Стосур трижды побеждала на турнирах Большого в миксте, а в активе Эбдена — победа на соревнованиях в Мельбурне в 2013 году.